# Bülbül Hatun
Bülbül Hatun (? - cca 1515) byla konkubína osmanského sultána Bayezida II.

## Život
Bülbü Hatun byla provdána za sultána Bayezida v době, kdy byl ještě princem a guvernérem provincie Amasya. Po smrti jeho otce Mehmeda v roce 1481 odešla společně s Bayezidem do Istanbulu a ještě téhož roku odešla společně s jejím synem Ahmetem do provincie Saruhan a Amasye. 
Nechala vystavět mešitu a jídelnu pro chudé ve městě Ladik. V Amasyi vybudovala další mešitu, školu a fontánu. V Burse nechala vybudovat náboženskou školu. Po smrti jejího syna Mahmuda v roce 1507 nechala vybudovat jeho hrobku. 
Po smrti jejího druhého syna v roce 1513 odešla do Bursy. Nechala zde pro něj vybudovat hrobku, kde byla po své smrti pohřbena i ona. 

## Potomci
Společně se sultánem Bayzidem měla šest dětí:
- Şehzade Ahmed (cca 1466 - 24. dubna 1513), guvernér provincie Saruhan a Amasye
- Şehzade Sultan Mahmud (cca 1475 - cca 1507), guvernér provincie Kastamonu a Saruhan
- Gevhemülük Şah Sultan, v roce 1480 se provdala za Dukakinzade Mehmeda Pašu
- Hatice Sultan, povdána za Faika Pašu
- Hundi Sultan, provdána v roce 1484 za Hersekzade Ahmeda Pašu
- Şah Sultan, provdána v roce 1490 za Nasuha Beye